# ドゥ・オーバー: もしも生まれ変わったら
『ドゥ・オーバー: もしも生まれ変わったら』（ドゥオーバー もしもうまれかわったら、The Do-Over）は2016年のアメリカ合衆国のコメディ映画。監督はスティーヴン・ブリル、主演はアダム・サンドラーとデヴィッド・スペードが務めた。

## ストーリー
チャーリー・マクミランは夫婦関係の悪化に思い悩んでいた。そんな折、マクミランは高校の同窓会で旧友のマックス・ケスラーと再会した。2人は週末を一緒に過ごすことになり、チャーリーは精神的にリフレッシュすることができた。
ところが、ヨットに乗っている最中、マックスは故意にヨットを転覆させ、自身が溺死したかのように工作したのである。マクミランが意識を取り戻すと、マックスは「これで新しい人生を送れるぞ」と狂喜していた。同窓会の場でマックスはFBI捜査官として活躍していると自慢していたが、それは嘘で、実のところは検視官だったのである。それ故、2人分の死体を調達することができたのだという。一時は憤慨したマクミランだったが、よく考えると自分に以前の生活に執着する理由がないことに気が付いた。マックスはロナルド・P・フィッシュマン、マックスはバッチ・ライダーに成りすまし、新しい生活をスタートさせることになった。遺体が隠し持っていた鍵がプエルトリコの貸金庫の鍵だと知った2人は、そのままプエルトリコに向かうことにした。
2人は貸金庫から金と家の鍵を入手した。その後、バッチのタブレットからフィッシュマンが妻帯者であるという事実を知った。家に入った2人はザ・ギムナジストと名乗る男に率いられた一団に襲撃された。2人は辛うじて脱出することに成功したが、その道中、マックスは「実は検視官だったというのも嘘だ。本当はスクールカウンセラーをしていたんだ。警察官になりたかったのだが、心理検査で引っかかって夢を絶たれてしまった」と明かした。
自分たちが襲撃された理由を確かめるべく、2人はアメリカにいるフィッシュマンの妻、ヘザーの元を尋ねた。マックスとマクミランは「貴方のご主人は殺害されました。どうも犯罪に関与していたようなのですが」とヘザーに言った。ヘザーは犯罪に関与していた可能性に懐疑的だったが、2人はフィッシュマンが何かの研究に没頭していたという情報を入手できた。
マックス、ヘザー、マクミランの3人はフィッシュマンとバッチが待ち合わせ場所に使っていたバーへと向かった。バーでの情報収集の結果、バッチがステージ4の癌を患っていたことが判明する。フィッシュマンは抗がん剤を極秘に開発しており、国の許可を得ないままバッチへの投薬を開始していたのである。研究費を絶たれたフィッシュマンは研究の中断を考えたが、バッチは銀行強盗で金を調達したのである。誰も予期していなかったが、実はフィッシュマンとバッチは恋仲だったのである。
3人はかつての資金提供者であったアーサーの自宅を訪ねたが、彼は「詳細な情報が入っていた端末が盗まれてしまった」と言うばかりであった。マックスとマクミランは自分たちを襲った集団は癌の特効薬を欲しており、アーサーが強盗に押し入られたのもそれが原因であろうと確信した。
癌の特効薬を探すことに躍起になっているマックスを見て、マクミランは腑に落ちないものを感じていたが、そこには大きな秘密があった。

## キャスト
- アダム・サンドラー - マックス・ケスラー（吹替：森川智之）
- デヴィッド・スペード - チャーリー・マクミラン（吹替：後藤哲夫）
- ポーラ・パットン - ヘザー・フィッシュマン（吹替：東條加那子）
- キャサリン・ベル - ドーン・デファツィオ
- ニック・スウォードソン - ボブ
- マット・ウォルシュ - アーサー・シェック（シェッキー）（吹替：土師孝也）
- ルイス・ガスマン - ホルヘ（吹替：後藤敦）
- キャスリン・ハーン - ベッカ（吹替: 佐古真弓）
- ナターシャ・レッゲロ - ニッキー
- マイケル・チクリス -カルミン
- ルネ・テイラー - ミセス・ケスラー
- ショーン・アスティン - テッド-O
- ジャッキー・サンドラー - ジョーン
- ドン・パトリック - ロー
- トーステン・フォーゲス - ザ・ギムナジスト
- その他の日本語吹き替え：土井真理／兼田奈緒子／高坂宙／蓮岳大／森下由樹子／本田裕之／島美弥子

日本語版スタッフ：演出：中野洋志、翻訳：辺見真起子、制作：ACクリエイト

## 製作・公開
2015年6月1日、アダム・サンドラー、デヴィッド・スペード、ポーラ・パットンの3人がNetflixの新作コメディ映画に出演することになったと報じられた。
本作の主要撮影は2015年7月7日にジョージア州サバンナで始まり、同年8月21日に終了した。
2016年3月21日、本作の予告編が公開された。2016年5月16日、本作はロサンゼルスでプレミア上映された。

## 評価
本作は批評家から酷評されている。映画批評集積サイトのRotten Tomatoesには20件のレビューがあり、批評家支持率は5%、平均点は10点満点で3点となっている。また、Metacriticには11件のレビューがあり、加重平均値は22/100となっている。